# Marguerite de Lorraine-Vaudémont
Marguerite de Lorraine-Vaudémont, född 1463, död 1521, var en fransk hertiginna och nunna av Klarissinneorden. Hon blev saligförklarad 1921. 
Hon greve Fredrik II av Vaudémont och Yolande av Lothringen och gifte sig 1488 med hertig René av Alençon. Hon blev änka 1492. Hennes son blev svåger till kung Frans I år 1509. 
Som änka tog hon ansvaret för familjen tills hennes son blev myndig. Därefter ägnade hon sig helt åt religion, och grundade ett kloster i Argentan. Hon avlade sina klosterlöften 1520, och levde sedan ett extremt asketiskt liv till sin död ett år senare. 